# FK Marioupol
Maillots
Le Futbolny Klub Marioupol (en ukrainien : Футбольний Клуб Маріуполь), plus couramment abrégé en FK Marioupol, est un club de football ukrainien fondé en 1960 et basé dans la ville de Marioupol.
Ce club a un partenariat avec celui du Chakhtar Donetsk, et se fait prêter plus d'une dizaine de joueurs par saison.

## Histoire du club
- 1960 : fondation du club sous le nom de Azovstal Jdanov (Jdanov est l'ancien nom de la ville de Marioupol), par la fusion de l' Avanhard Jdanov (1936) et du Chakhtar Routchenkove (aujourd'hui un quartier de Donetsk). Le nouveau club représente Azovstal, l'une des plus grandes aciéries de l'Ukraine. Il intègre la Classe B (D2)
- 1964 : le club termine 40e sur 41 en Classe B et perd son statut professionnel
- 1965 : le club est renommé Azovets Marioupol
- 1966 : réintégration en Classe B (D3)
- 1967 : malgré la 12e place sur 21 en D3, le club obtient la promotion en 2e groupe de la Classe A (D2) à partir de la saison 1968
- 1970 : le club retrouve la D3 à la suite de la réorganisation des ligues
- 1971 : le club est renommé Metalurh Jdanov
- 1973 : après avoir terminé 23e et dernier en zone ukrainienne de la Deuxième ligue (D3), le club perd à nouveau son statut professionnel
- 1974 : le club est renommé Lokomotyv Jdanov. Le club représente désormais Azovmach, la plus grande entreprise de génie mécanique d'Ukraine. Ayant remporté le championnat amateur de la RSS d'Ukraine, le club obtient une promotion en Deuxième ligue (D3) et retrouve le statut professionnel
- 1976 : le club est renommé Novator Jdanov.
- 1989 : après 15 saisons en D3, le club termine 27e et dernier de sa groupe et perd son statut professionnel
- 1991 : vainqueur du dernier championnat amateur de la RSS d'Ukraine
- 1992 : avec l'indépendance de l'Ukraine, le club est renommé Azovets Marioupol, intègre la D2 ukrainienne mais descend en D3 au bout d'une saison
- 1995 : fusion avec FC Dynamo Louhansk, un des leaders de la D3
- 1996 : le club est renommé Metalurh Marioupol, remporte la D3 et obtient une promotion en D2
- 1997 : après deux promotions successives le club joue en D1 pour la première fois de son histoire (saison 1997/98)
- 2003 : le club est renommé Illichivets Marioupol
- 2004 : 1re participation à une Coupe d'Europe (C3, saison 2004/05)
- 2007 : avant-dernier de la D1 2006/07, le club est relégué en D2
- 2008 : vainqueur de la D2, le club retrouve la D1
- 2015 : mis en difficulté par la guerre du Donbass et par la mort de son président Volodymyr Boïko, le club est relégué en D2
- 2017 : le club est renommé FK Marioupol. Vainqueur de la D2, il retrouve la D1
- 2022 : au cours de l'invasion de l'Ukraine par la Russie, l'ensemble des infrastructures du club sont détruites, dont le stade Volodymyr-Boïko

## Bilan sportif

### Palmarès
| Compétitions nationales |
| --- |
| - Championnat d'Ukraine D2 (2) : - Champion : 2007-08 et 2016-17. - Championnat d'Ukraine D3 (1) : - Champion : 1995-96. - Championnat amateur de la RSS d'Ukraine (D4) (2) : - Champion : 1974 et 1991. |

### Classements en championnat
La frise ci-dessous résume les classements successifs du club en championnat d'Union soviétique.
La frise ci-dessous résume les classements successifs du club en championnat d'Ukraine.

### Bilan par saison
Légende
- Promu en division supérieure
- Relégué en division inférieure

| Saison    | Championnat | Championnat | Championnat | Championnat | Championnat | Championnat | Championnat | Championnat | Championnat | Championnat | Coupe d'Ukraine     |
| Saison    | Division    | Pos         | Pts         | J           | V           | N           | D           | BP          | BC          | Diff        | Coupe d'Ukraine     |
| --------- | ----------- | ----------- | ----------- | ----------- | ----------- | ----------- | ----------- | ----------- | ----------- | ----------- | ------------------- |
| 1992      | 2e groupe B | 11e         | 24          | 26          | 10          | 4           | 12          | 36          | 39          | -3          | Seizièmes de finale |
| 1992-1993 | 3e          | 13e         | 29          | 34          | 9           | 11          | 14          | 34          | 47          | -13         | 64es de finale      |
| 1993-1994 | 3e          | 12e         | 39          | 42          | 16          | 7           | 19          | 43          | 58          | -15         | 64es de finale      |
| 1994-1995 | 3e          | 12e         | 57          | 42          | 17          | 6           | 19          | 37          | 55          | -18         | 64es de finale      |
| 1995-1996 | 3e groupe B | 1er         | 94          | 38          | 30          | 4           | 4           | 70          | 24          | +46         | 128es de finale     |
| 1996-1997 | 2e          | 3e          | 93          | 46          | 29          | 6           | 11          | 92          | 56          | +36         | Seizièmes de finale |
| 1997-1998 | 1re         | 12e         | 33          | 30          | 8           | 9           | 13          | 27          | 48          | -21         | Huitièmes de finale |
| 1998-1999 | 1re         | 5e          | 48          | 30          | 14          | 6           | 10          | 35          | 27          | +8          | Huitièmes de finale |
| 1999-2000 | 1re         | 8e          | 42          | 30          | 13          | 3           | 14          | 49          | 45          | +4          | Seizièmes de finale |
| 2000-2001 | 1re         | 4e          | 43          | 26          | 13          | 4           | 9           | 35          | 26          | +9          | Demi-finales        |
| 2001-2002 | 1re         | 10e         | 26          | 26          | 6           | 8           | 12          | 29          | 42          | -13         | Huitièmes de finale |
| 2002-2003 | 1re         | 10e         | 34          | 30          | 8           | 10          | 12          | 34          | 38          | -4          | 32es de finale      |
| 2003-2004 | 1re         | 8e          | 40          | 30          | 10          | 10          | 10          | 34          | 36          | -2          | Quarts de finale    |
| 2004-2005 | 1re         | 5e          | 44          | 30          | 12          | 8           | 10          | 38          | 34          | +4          | Huitièmes de finale |
| 2005-2006 | 1re         | 4e          | 43          | 34          | 12          | 7           | 11          | 30          | 34          | -4          | Demi-finales        |
| 2006-2007 | 1re         | 15e         | 25          | 30          | 6           | 7           | 17          | 23          | 39          | -16         | Quarts de finale    |
| 2007-2008 | 2e          | 1er         | 85          | 38          | 26          | 7           | 5           | 65          | 26          | +39         | Quarts de finale    |
| 2008-2009 | 1re         | 14e         | 26          | 30          | 7           | 5           | 18          | 31          | 54          | -23         | Seizièmes de finale |
| 2009-2010 | 1re         | 12e         | 29          | 30          | 7           | 8           | 15          | 31          | 56          | -25         | Huitièmes de finale |
| 2010-2011 | 1re         | 14e         | 29          | 30          | 7           | 8           | 15          | 45          | 67          | -22         | Seizièmes de finale |
| 2011-2012 | 1re         | 11e         | 32          | 30          | 8           | 8           | 14          | 28          | 42          | -14         | Seizièmes de finale |
| 2012-2013 | 1re         | 9e          | 38          | 30          | 10          | 8           | 12          | 30          | 31          | -1          | Huitièmes de finale |
| 2013-2014 | 1re         | 10e         | 34          | 28          | 10          | 4           | 14          | 27          | 33          | -6          | Seizièmes de finale |
| 2014-2015 | 1re         | 14e         | 14          | 26          | 3           | 5           | 18          | 25          | 55          | -30         | Huitièmes de finale |
| 2015-2016 | 2e          | 4e          | 53          | 30          | 14          | 11          | 5           | 34          | 23          | +11         | Seizièmes de finale |
| 2016-2017 | 2e          | 1er         | 81          | 34          | 25          | 6           | 3           | 61          | 21          | +40         | Quarts de finale    |
| 2017-2018 | 1re         | 5e          | 39          | 32          | 10          | 9           | 13          | 38          | 41          | -3          | Demi-finales        |
| 2018-2019 | 1re         | 4e          | 43          | 32          | 12          | 7           | 13          | 36          | 47          | -11         | Huitièmes de finale |
| 2019-2020 | 1re         | 8e          | 45          | 32          | 12          | 9           | 11          | 40          | 46          | -6          | Demi-finales        |
| 2020-2021 | 1re         | 11e         | 26          | 26          | 6           | 8           | 12          | 27          | 41          | -14         | Huitièmes de finale |
| 2021-2022 | 1re         | 16e         | 8           | 18          | 2           | 2           | 14          | 21          | 44          | -23         | Huitièmes de finale |

### Bilan européen
Le FK Marioupol se qualifie pour une compétition européenne pour la première fois en entrant en Coupe UEFA en 2004 grâce au prix du fair-play UEFA, battant l'équipe arménienne du Banants Erevan lors du premier tour de qualification sur le score de 4-0 avant d'être éliminé dès le tour suivant par les Autrichiens de l'Austria Vienne, qui l'emportent 3-0 lors du match retour à Vienne après un match nul et vierge en Ukraine.
Le club prend part à sa deuxième campagne européenne lors de la Ligue Europa 2018-2019, au profit d'une cinquième place dans le championnat ukrainien 2017-2018. Démarrant au deuxième tour de qualification, il rencontre l'équipe suédoise du Djurgårdens IF, contre qui il fait dans un premier temps match nul un partout à l'aller en Suède avant de l'emporter lors du match retour à domicile sur le score de deux buts à un après être passé par la prolongation. Il est par la suite opposé aux Girondins de Bordeaux lors du troisième tour contre qui il échoue finalement, étant défait 5-2 sur l'ensemble des deux rencontres contre l'équipe française.
Note : dans les résultats ci-dessous, le score du club est toujours donné en premier.
| Saison    | Compétition  | Tour             | Adversaire            | Domicile | Extérieur | Total |
| --------- | ------------ | ---------------- | --------------------- | -------- | --------- | ----- |
| 2004-2005 | Coupe UEFA   | Premier tour Q   | Banants Erevan        | 2 - 0    | 2 - 0     | 4 - 0 |
| 2004-2005 | Coupe UEFA   | Deuxième tour Q  | Austria Vienne        | 0 - 0    | 0 - 3     | 0 - 3 |
| 2018-2019 | Ligue Europa | Deuxième tour Q  | Djurgårdens IF        | 2 - 1 ap | 1 - 1     | 3 - 2 |
| 2018-2019 | Ligue Europa | Troisième tour Q | Girondins de Bordeaux | 1 - 3    | 1 - 2     | 2 - 5 |
| 2019-2020 | Ligue Europa | Troisième tour Q | AZ Alkmaar            | 0 - 0    | 0 - 4     | 0 - 4 |

Légende
- Victoire ou qualification pour le tour suivant
- Match nul
- Défaite ou élimination de la compétition

## Personnalités du club

### Présidents du club
- / Tariq Mahmud

### Entraîneurs du club
La liste suivante présente les différents entraîneurs connus du club.
- Ievgueni Tchpiniov (janvier 1960-juin 1960)
- Oleg Joukov (ru) (juillet 1960-août 1961)
- Nikolaï Ansimov (août 1961-décembre 1961)
- Ivan Boboshko (en) (janvier 1962-mai 1963)
- Ivan Fedosov (ru) (mai 1963-juillet 1964)
- Aleksandr Parakhine (juillet 1964-décembre 1964)
- Ivan Fedosov (ru) (1965)
- Aleksandr Parakhine (janvier 1966-août 1966)
- Anatoli Strepetov (août 1966-décembre 1966)
- Ievgueni Chpiniov (janvier 1967-juillet 1968)
- Tiberi Popovitch (en) (juillet 1968-juillet 1969)
- Ivan Boboshko (en) (juillet 1969-décembre 1969)
- Vladimir Salkov (en) (janvier 1970-juillet 1971)
- Iouri Zakharov (ru) (août 1971-juillet 1972)
- Ivan Volkov (juillet 1972-octobre 1973)
- Aleksandr Malakoutski (1974)
- Aleksandr Alpatov (ru) (1975)
- Aleksandr Malakoutski (1976-1980)
- Anatoli Venitchenko (janvier 1981-août 1982)
- Valeri Sidorov (août 1982-juin 1983)
- Iouri Zakharov (ru) (juin 1983-décembre 1983)
- Anatoli Strepetov (janvier 1984-juillet 1986)
- Aleksandr Malakoutski (juillet 1986-juillet 1987)
- Iouri Zakharov (ru) (juillet 1987-décembre 1987)
- Nikolaï Golovko (en) (mai 1988-août 1989)
- Iouri Kerman (août 1989-décembre 1994)
- Viktor Konovalov (janvier 1995-juillet 1995)
- Anatoliy Kuksov (juillet 1995-septembre 1995)
- Iouri Pogrebniak (septembre 1995-juillet 1997)
- Mykola Pavlov (juillet 1997-novembre 2004)
- Ivan Balan (novembre 2004-avril 2007)
- Semen Altman (juillet 2007-décembre 2007)
- Oleksandr Ishchenko (janvier 2008-septembre 2008)
- Ilya Blyznyuk (septembre 2008-novembre 2010)
- Oleksandr Volkov (interim) (novembre 2010)
- Valeriy Yaremchenko (novembre 2010-octobre 2011)
- Ihor Leonov (interim) (octobre 2011-mai 2012)
- Mykola Pavlov (mai 2012-mai 2015)
- Valeriy Kriventsov (juin 2015-juin 2016)
- Oleksandr Sevidov (juin 2016-septembre 2017)
- Oleksandr Babych (septembre 2017-juillet 2020)
- Ostap Markevych (en) (depuis août 2020)

### Joueurs du club

#### Effectif actuel du club
Effectif à jour au 29 février 2020.
| N° | Nat.                 | Poste | Nom du joueur                                    |
| -- | -------------------- | ----- | ------------------------------------------------ |
| 1  | Drapeau de l'Ukraine | G     | Yevhen Halchuk                                   |
| 2  | Drapeau de l'Ukraine | D     | Oleksiy Bykov                                    |
| 4  | Drapeau de l'Ukraine | D     | Serhiy Chobotenko                                |
| 5  | Drapeau du Cameroun  | D     | Joyskim Dawa                                     |
| 6  | Drapeau de l'Ukraine | M     | Vyacheslav Tankovskyi (prêt du Chakhtar Donetsk) |
| 7  | Drapeau de l'Ukraine | A     | Dmytro Topalov (prêt du Chakhtar Donetsk)        |
| 8  | Drapeau de l'Ukraine | D     | Pavlo Polehenko                                  |
| 9  | Drapeau de l'Ukraine | M     | Dmytro Myshnyov                                  |
| 11 | Drapeau de l'Ukraine | A     | Vyacheslav Churko (prêt du Chakhtar Donetsk)     |
| 12 | Drapeau de l'Ukraine | G     | Rustam Khudzhamov                                |
| 13 | Drapeau de l'Ukraine | D     | Serhiy Yavorskyi                                 |
| 17 | Drapeau de l'Ukraine | M     | Serhiy Horbunov                                  |
| 19 | Drapeau de l'Ukraine | M     | Ihor Tyschenko                                   |
| 20 | Drapeau de l'Ukraine | A     | Oleksiy Kashchuk (prêt du Chakhtar Donetsk)      |

| No. | Nat.                 | Position | Nom du joueur                                 |
| --- | -------------------- | -------- | --------------------------------------------- |
| 22  | Drapeau de l'Ukraine | M        | Illya Putrya                                  |
| 25  | Drapeau de l'Ukraine | M        | Valeriy Fedorchuk                             |
| 29  | Drapeau de l'Ukraine | M        | Ihor Kyryukhantsev (prêt du Chakhtar Donetsk) |
| 33  | Drapeau de l'Ukraine | G        | Artem Pospyelov                               |
| 34  | Drapeau de l'Ukraine | D        | Mykyta Peterman                               |
| 44  | Drapeau de l'Ukraine | M        | Danylo Sahutkin (prêt du Chakhtar Donetsk)    |
| 71  | Drapeau de l'Ukraine | M        | Maksym Chekh (prêt du Chakhtar Donetsk)       |
| 73  | Drapeau de l'Ukraine | M        | Danylo Ignatenko (prêt du Chakhtar Donetsk)   |
| 75  | Drapeau de l'Ukraine | D        | Viktor Korniyenko (prêt du Chakhtar Donetsk)  |
| 77  | Drapeau de l'Ukraine | A        | Andriy Kulakov (prêt du Chakhtar Donetsk)     |
| 86  | Drapeau de l'Ukraine | A        | Ruslan Fomin                                  |
| 90  | Drapeau de l'Ukraine | M        | Stanyslav Biblyk (prêt du Chakhtar Donetsk)   |
| 99  | Drapeau de l'Ukraine | A        | Vladyslav Vakula (prêt du Chakhtar Donetsk)   |

#### Joueurs emblématiques du club
- Vitaly Khmelnitsky (1961)
- Oleksiy Antonov (2010-2011)
- Igor Belanov (1996-1997)
- Bohdan Butko (2011-2014)
- Serhiy Diryavka (en) (1998-2004)
- Oleksiy Haï (2004-2006)
- Mykola Ishchenko (2011-2014)
- Rustam Khudzhamov (2012-2014, 2016-)
- Denys Kozhanov (2011-2013)
- Oleg Krasnoporov (2002-2008)
- Denys Kulakov (2006-2007)
- Adrian Pukanych (2005-2006, 2009-2014)
- Oleksandr Rykun (en) (1998-2003)
- Serhiy Shyshchenko (2003-2005)
- Eduard Tsykhmeystruk (en) (2004-2007)
- Serhiy Zakarlyuka (2004-2005)
- Tornike Okriashvili (2011-2013)
- Davit Targamadze (2012-2014)

## Identité visuelle

1996-2002
depuis 2017